# Лади-Польне
Лади-Польне (пол. Łady Polne) — село в Польщі, у гміні Замбрув Замбровського повіту Підляського воєводства.
Населення — 61 особа (2011).
У 1975-1998 роках село належало до Ломжинського воєводства.

## Демографія
Демографічна структура станом на 31 березня 2011 року:
|          | Загалом | Допрацездатний вік | Працездатний вік | Постпрацездатний вік |
| -------- | ------- | ------------------ | ---------------- | -------------------- |
| Чоловіки | 37      | 10                 | 21               | 6                    |
| Жінки    | 24      | 5                  | 11               | 8                    |
| Разом    | 61      | 15                 | 32               | 14                   |